# Европейско-средиземноморская организация по защите растений
Европейско-средиземноморская организация по защите растений  (ЕОЗР) (European and Mediterranean Plant Protection Organization) — межправительственная организация, координирующая сотрудничество в области карантина и защиты растений в европейском и средиземноморском регионах. В рамках Международной конвенции по защите растений (МКЗР), ЕОЗР является региональной организацией по защите растений (РОЗР) и базируется в Париже.
ЕОЗР основана в 1951 году, имеет 50 стран-членов (2011 год).
Цели ЕОЗР: защита растений, разработка международных стратегий, противодействующих интродукции и распространению опасных вредных организмов, и содействие применению безопасных и эффективных методов борьбы с ними. ЕОЗР разработала международные стандарты и рекомендации по фитосанитарным мерам, здоровым технологиям защиты растений и по оценке средств защиты растений (пестицидов ). ЕОЗР предоставляет также сигнальную информацию о вспышках размножения и появлении новых вредных организмов. ЕОЗР участвует также в глобальных дискуссиях по вопросам защиты растений, организуемых ФАО и Секретариатом МКЗР.

## Страны-члены ЕОЗР (2007)
| Австрия Албания Алжир Беларусь Бельгия Болгария Великобритания Венгрия Германия Гернси Греция Дания Джерси Израиль Иордания Ирландия | Испания Италия Казахстан Республика Кипр Кыргызстан Латвия Литва Люксембург Республика Македония Мальта Марокко Молдова Нидерланды Норвегия Польша Португалия | Россия Румыния Сербия и Черногория Словакия Словения Тунис Турция Узбекистан Украина Финляндия Франция Хорватия Чешская Республика Швейцария Швеция Эстония |